# Nimir Abdel-Aziz
Nimir Abdel-Aziz (Den Haag, 5 februari 1992) is een Nederlands volleybalspeler.
Abdel-Aziz werd geboren uit een Nederlandse moeder en een Tsjadische vader die elkaar in Namibië leerden kennen. Hij werd in Den Haag geboren maar leefde zijn eerste jaren in Andara in het noordoosten van Namibië. Toen hij vier was gingen zijn ouders uit elkaar en ging hij met zijn moeder en broer naar Nederland waar ze in Haaften gingen wonen. Daar begon Abdel-Aziz ook met volleybal bij Haaften Kwiek. Op z'n twaalfde werd hij gescout door Sliedrecht Sport. Op zijn zestiende ging hij naar AMVJ-Martinus. Zijn positie was spelverdeler.
In het seizoen 2009/10 werd hij Nederlands kampioen met Dynamo en won ook de beker. Na een jaar Zwolle, ging hij op zijn negentiende naar Italië. Met Piemonte verloor hij de finale om de CEV Champions League 2012/13. Nadat hij in Turkije en Polen gespeeld had, werd hij in Frankrijk bij Poitiers een aanvaller (diagonaalspeler). Abdel-Aziz keerde terug naar Italië en verloor ook met Trentino de finale om de CEV Champions League 2020/21. In 2022 speelde hij in eerst in Iran waar hij met Paykan het Aziatische clubkampioenschap won. Hij keerde vervolgens terug in Turkije. In 2024 vertrok Nimir naar Wolfdogs Nagoya in Japan.
Abdel-Aziz debuteerde in 2011 in de Nederlandse volleybalploeg. Met Nederland won hij de Europese volleyballeague 2012. In 2019 werd hij met het Nederlands team derde.